# HydraCore
HydraCore é um sistema de física para jogos criado pela Havok para tirar proveito do potencial de processamento dos processadores multi-core, distribuindo em tempo real os cálculos de físicas e animação de personagens de maneira flexível e equilibrada entre múltiplos processadores.
Entre os jogos do Xbox 360 que usaram o HydraCore estão o Perfect Dark Zero, NBA Live 06 e o Condemned: Criminal Originsdo.